# Boring Blues Band
Die Boring Blues Band ist eine vierköpfige österreichische Rhythm-and-Blues-Band, die 1991 u. a. von Bernhard Slavicek, Gert Haussner und Itze Grünzweig gegründet wurde.

## Geschichte
Der ehemalige Basketballspieler Mike Maloy war bis zu seinem Tod 2009 neben Itze Grünzweig Sänger, woraufhin sein Sohn Ryan in seine Fußstapfen trat. Itze Grünzweig trat im Jahr 2013 seine "Bluespension" an, ist aber fallweise noch bei einigen Songs als "special guest" mit ihnen zu sehen. 2017 ist der insbesondere in Österreich anerkannte Musiker und Produzent Leo Bei als Bassist in die Band eingetreten.
Die Band tritt seit über 20 Jahren regelmäßig bei Blues-Festivals auf, wie den Summertimeblues auf Schloss Gamlitz in der Südsteiermark und in diversen Veranstaltungsstätten in ganz Österreich.
Fixpunkt ist auch der jährliche Auftritt im Basketballkeller der Klosterneuburg Dukes als Opener des Leopoldifestes in Klosterneuburg.
Darüber hinaus spielten sie in den Jahren 2005 und 2006 am Wiener Eistraum am Wiener Rathausplatz und 2007 in der Wiener Stadthalle im Zuge eines ATP Tennisturnier.
Im Dezember 2021 traten sie im Rahmen einer Charity-Weihnachts-Lesung mit Maria Köstlinger und Juergen Maurer in Klosterneuburg auf.

## Diskografie
- 1994: Live in der ZU-GA-BE am 12. Oktober 1994
- 1997: Rhythm in My Feet
- 2002: Back in Sweet Home Gamlitz
- 2010: Sowhenyou’re Blue – Mike Maloy Memories